# Director de juego (videojuegos)
En los videojuegos de rol multijugador masivos en línea y en las mazmorras multiusuario, el director de juego (también denominado mediante el anglicismo game master, o GM para abreviar) es el encargado de controlar las partidas. Normalmente se encarga de atender a las dudas y problemas de los jugadores, velando por el respeto de las reglas y expulsando a quienes no las cumplan, pero esto puede variar dependiendo del juego.
Generalmente, el game master puede expulsar, se dice popularmente "baneo", de diferente manera:
- eliminando el personaje o pj.
- prohibiendo el acceso a la cuenta temporalmente.
- borrando la cuenta del servidor.
- borrando la cuenta y prohibiendo la creación de otra cuenta temporalmente.
- borrando la cuenta y prohibiendo la creación de otra cuenta indefinidamente.

En los videojuegos de rol en línea los directores de juego suelen estar justo un puesto por debajo de los administradores, aunque esta es una cuestión que también varía en función del juego. Normalmente tienen ciertos poderes en el servidor, como por ejemplo ir a cualquier sección del servidor con rapidez, crear objetos, subir niveles y habilidades, etc.